# ヴァンサン・シュミノー
ヴァンサン・シュミノー（Vincent Cheminaud、香港表記：湛明諾、1993年11月18日 - ）はフランスの騎手である。

## 来歴
2010年にフランス騎手免許を取得し、障害騎手としてデビュー。その手腕を認められて名門アンドレ・ファーブル厩舎の所属となり、2014年から平地に主戦場を移す。2015年にはニューベイでジョッケクルブ賞（フランスダービー）を制した。
2016年12月に短期騎手免許制度を利用して初来日（身元引受調教師は池江泰寿、契約馬主は吉田勝己）。騎乗開始2日目の12月4日、中山4Rでサンティールに騎乗して1着となり、JRA初勝利を飾った。
2017年秋からの来日時は身元引受調教師を藤沢和雄、契約馬主を吉田和美とした。

## 成績

### フランス
- 2015年：360戦52勝（仏リーディング24位）[1]
- 2016年：431戦43勝（仏リーディング32位）[1]
- 2017年：440戦46勝（仏リーディング26位）[1]

## 主な勝ち鞍
- 2014年
  - パリ大障害（Storm Of Saintly）[6]

- 2015年
  - ジョッケクルブ賞（New Bay）[1]
  - ソードダンサーステークス（Flintshire）[1]

- 2016年
  - ムーラン・ド・ロンシャン賞（Vadamos）[1]

- 2017年
  - ロワイヤルオーク賞（Ice Breeze）[1]